# Всеобщая история грабежей и смертоубийств, учинённых самыми знаменитыми пиратами
«Всеобщая история грабежей и смертоубийств, учинённых самыми знаменитыми пиратами» (англ. A General History of the Robberies and Murders of the Most Notorious Pirates) — книга, изданная в Лондоне в 1724 году. Книга издана автором, взявшим себе псевдоним Чарльз Джонсон. Наиболее вероятным «претендентом» на авторство данной книги является Даниель Дефо. Другим вероятным претендентом считается бывший моряк и публицист Натаниэль Мист.
Первое издание «Всеобщей истории грабежей и смертоубийств, учинённых самыми знаменитыми пиратами» вышло в свет весной 1724 года в лондонском издательстве Томаса Уорнера, и в мае поступило в продажу в книжный магазин Чарльза Ривингтона, располагавшийся неподалёку от Собора Св. Павла. Книга была небольшой по формату (1/8, octavo), была оформлена в простой кожаный переплёт и выглядела довольно скромно по сравнению с другими изданиями, и проиллюстрирована тремя гравюрами с портретами наиболее знаменитых пиратов, в частности Чёрной Бороды и Робертса Бартоломью.
Несмотря на скромный внешний вид, книга капитана Чарльза Джонсона имела успех и весь тираж разошёлся довольно быстро. Через несколько месяцев появилось второе издание, в 1725 году — третье, а в 1726 году — существенно дополненное четвёртое, вышедшее уже в 2 томах и включавшее биографии ещё 12 пиратов. Интерес публики к книге вдохновил автора на расширение её содержания и публикацию в 1734 году «Всеобщей истории жизни и приключений самых знаменитых разбойников, убийц, грабителей и т. д., с добавлением достоверного описания плаваний и разбоя самых известных пиратов».
Среди историков пиратства широко распространённым является мнение о том, что Джонсон своей «Всеобщей историей пиратства…» создал концепцию пиратства, существующую до настоящего времени, и всесторонне описал период, получивший позднее название «золотого века пиратства». Опираясь на его «Всеобщую историю…», писатели, начиная с Вальтера Скотта (роман «Пират») создали знакомый ныне всем образ пирата, сочетающий реальные и вымышленные черты с рядом непременных атрибутов: чёрная глазная повязка, бандана в качестве головного убора, зарытые клады, «Весёлый Роджер» и многие другие.

## Структура книги
Издание 1725 года содержит биографии 17 капитанов пиратов: Генри Эвери, Мартела, Эдварда Тича, майора Стида Боннета, Эдварда Ингленда, Чарльза Вейна, Джека Рэкхема, Мэри Рид, Энн Бонни, Дэвиса, Робертса, Энстиса, Уорли, Лоутера, Лоу, Эванса, Филлипса, Сприггса, Гоу и Кидда.

### Содержание разных изданий
Первоначальный издатель Чарльз Ривингтон подчёркивал, что каталог включал «замечательные жизнеописания и приключения двух женщин-пираток, Мэри Рид и Энн Бонни» (о чем говорит подзаголовок книги). В основном эти биографии были составлены из газетных отчётов, отчётов Адмиралтейского суда и нескольких интервью. Второе издание, которое вышло через несколько месяцев, было значительно расширено и, скорее всего, составлено из работ других авторов. Немецкий и голландский переводы, которые были опубликованы в 1725 году, сильно развивали тему непристойности «пираток-амазонок».

### Современные издания и сопутствующие работы
«Всеобщую историю пиратов» продолжают переиздавать во многих странах, часто с дополнительными комментариями, причём иногда публикуют под именем Чарльза Джонсона, а иногда — под именем Дэниэля Дефо.

## Авторство книги
В 1934 году американский исследователь Джон Роберт Мур, объявил свою теорию о том, что Джонсон на самом деле был псевдонимом Дэниэля Дефо. Однако в 1988 году учёные П. Н. Фурбанк и В. Р. Оуэн выступили с критикой теории в книге «Канонизация Дэниела Дефо», в которой они указали, что существует документальное свидетельство, связывающее Джонсона с Дефо, и что существуют расхождения между «Всеобщей историей» и известными работами Дефо. Автором книги также мог быть издатель Натаниэль Мист (или кто-то другой, работавший на него). Другие исследователи предложили Рональда Кватроша в качестве авторов «Всеобщей истории».

## Достоверность произведения
В предисловии к изданию «Всеобщей истории пиратства…» издания 1925 года историограф пиратства Филип Госс писал:
Ещё совсем недавно, говоря об «Истории» Джонсона, многие обычно снисходительно усмехались, считая её мешаниной реальных фактов и вымысла, однако время от времени в каких-то пыльных закоулках находят всеми забытые документы, подтверждающие правоту автора. Многие события, до сих пор считавшиеся продуктом воображения, оказываются абсолютно достоверными как по времени, так и по обстоятельствам.
Считается, что большинство из биографий «Всеобщей истории» являются достоверными: так, в частности, объёмистое жизнеописание Бартоломью Робертса, а также жизнеописания Чёрной Бороды, Стида Боннета и Джона Рэкхема полностью, вплоть до мельчайших подробностей, соответствует документам в архивах Министерства колоний, а также сохранившимся письмам капитанов и бортовым журналам, хранящимся в Государственном архиве Великобритании. Предположительно вымышленным является только лишь материал, относящийся к капитану Миссону и пиратской республике Либерталии.

## Издания в России
- Чарлз Джонсон (Даниель Дефо). Всеобщая история пиратов / Пер. с англ., предисл., прим. И. С. Мальского // День и ночь. — 1999. — № 3.
- Дефо Даниэль. Всеобщая история пиратства / Пер. с англ. А. Д. Степанова. — СПб.: Азбука; М.: Азбука-Аттикус, 2014. — 2-е изд. — (Азбука-классика). — Тир. 3000 экз. — ISBN 978-5-389-07296-1.
- Джонсон Чарльз. История знаменитых морских разбойников XVIII века / Пер. с англ. А. К. Ефремова. — М.: Эксмо, 2009. — 592 с. — (Военная история человечества). — Тир. 3000 экз. — ISBN 978-5-699-27708-7.
- Дефо Даниэль. Всеобщая история пиратов. Жизнь и пиратские приключения славного капитана Сингльтона: романы / Пер. с англ. Т. Левита, Н. Филимоновой под ред. С. Реутова; сост. серии и предисл. А. Санченко; худож. А. Печенежский. — Харьков: Книжный Клуб «Клуб Семейного Досуга»; Белгород: ООО «Книжный клуб „Клуб семейного досуга“», 2015. — 416 с.: ил. — (Морские приключения). — Тир. 18000 экз. — ISBN 978-5-9910-3364-0.